# Ho fatto tredici (Mauro Nardi)
Ho fatto tredici è un album di Mauro Nardi, pubblicato nel 1991.

## Tracce
1. Abbandunammece
2. Pe telefono
3. Pecchè st'ammore
4. Innamorato
5. Amarsi
6. 'A Madonna t'accumpagna
7. E pe t'avè
8. E tu suppuorte
9. Ma si capisse
10. Non vedo chiaro